# Sirenă (dispozitiv)

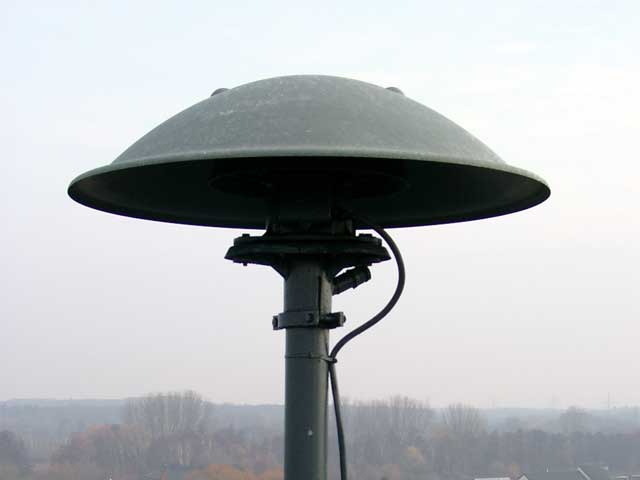
Sirenă de alarmare în situații de urgență(E57 germană)

Sirena  este un dispozitiv cu rol de avertizare și alarmare. 

## Rol
Avertizarea populației se realizează de către autoritățile administrației publice centrale sau locale, după caz, prin mijloacele de avertizare specifice, in baza înștiințării primite de la structurile abilitate.
În caz de urgență (catastrofe naturale, cutremure, incendii,  inundații, atac aerian etc.), rolul sirenelor existente în cadrul localităților și agenților economici este de a minimaliza efectele negative în situații de urgență și de a salva vieți omenești.